# Hotel Astoria de San Petersburgo
 El Hotel Astoria de San Petersburgo (en ruso: гости́ница «Асто́рия») es un hotel de cinco estrellas en San Petersburgo (Rusia), que fue inaugurado por primera vez en diciembre de 1912. Cuenta con 213 habitaciones, incluidas 52 suites, y está ubicada en la Plaza de San Isaac, junto a la Catedral de San Isaac y frente a la histórica Embajada Imperial de Alemania. El Hotel Astoria, junto con su hotel vecino, el Hotel Angleterre, es propiedad de Rocco Forte Hotels y es miembro de The Leading Hotels of the World. El hotel se sometió a una remodelación completa en 2002. 

## Historia
El Astoria fue encargado en 1910 por el Palace Hotel Company, con sede en el Reino Unido, propietaria del terreno. Fue diseñado por el arquitecto ruso-sueco Fiódor Lidvall, quien desarrolló un estilo basado en el modernismo y también influido por el neoclasicismo. El hotel fue construido por la firma alemana de Wais y Freitag.
Fue construido para recibir a los turistas que visitan Rusia para el tricentenario de la dinastía Románov, una gran celebración de 300 años de gobierno imperial ruso en mayo de 1913. El hotel Astoria fue inaugurado el 23 de diciembre de 1912.  El lujoso hotel se usó durante las celebraciones para alojar a los huéspedes de la familia imperial y luego fue popular entre la aristocracia. Se dijo que Rasputín se quedaría allí con algunos de sus amantes casados.

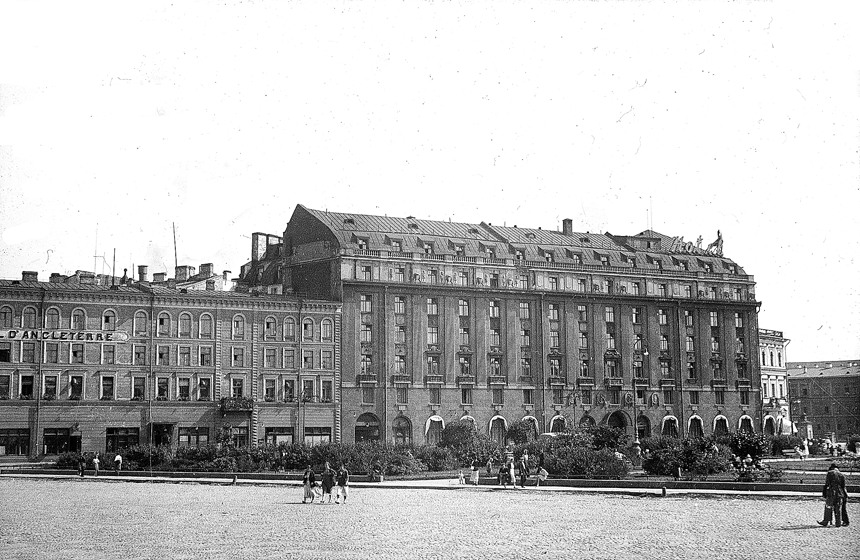
El Angleterre y el Astoria en 1930

El Astoria fue tan exitoso que su vecino Hotel Angleterre estaba listo para su demolición para lograr una enorme expansión del Astoria diseñada por Lidvall, que refleja el edificio existente. Sin embargo, el estallido de la Primera Guerra Mundial impidió que esto sucediera.
Después de la Revolución rusa, el Hotel Astoria albergó a miembros del Partido Comunista. Lenin habló desde su balcón en 1919. Durante la Segunda Guerra Mundial, el hotel sirvió como hospital de campaña durante el sitio de Leningrado. Según los informes, Adolf Hitler planeaba celebrar un banquete de la victoria en el Jardín de Invierno del hotel. Estaba tan convencido de que Leningrado caería rápidamente que las invitaciones al evento se imprimieron con anticipación.
El hotel fue administrado por el grupo estatal Intourist durante el período soviético, hasta que se cerró en 1987 por reformas. Reabrió en 1989, totalmente restaurado. Rocco Forte Hotels compró el hotel en diciembre de 1997 y gastó 20 millones de dólares en renovaciones adicionales. El hotel fue renovado nuevamente en 2012 por su centenario.
Rocco Forte Hotels también posee y administra el Hotel Angleterre adyacente. Se comercializa como el ala de clase empresarial de su hermano más lujoso el Astoria. Los pisos superiores de las habitaciones de los dos hoteles están conectados.

## Invitados famosos
Entre los huéspedes famosos del hotel se hallaban Lenin, Isadora Duncan, H. G. Wells, el príncipe Carlos, Luciano Pavarotti, Madonna, Elton John, Jack Nicholson, Vladímir Putin, Alain Delon, Gina Lollobrigida, Marcello Mastroianni, Pierre Cardin, Jean Paul Gaultier, Margaret Thatcher, Jacques Chirac, Tony Blair y el presidente de los Estados Unidos, George W. Bush.
El escritor Mijaíl Bulgákov pasó su luna de miel en el hotel en 1932 y se dice que escribió partes de El maestro y Margarita en la habitación 412.